# Volča
Volča je naselje u slovenskoj Općini Gorenjoj vasi - Poljane. Nalazi se u pokrajini Gorenjskoj i statističkoj regiji Gorenjskoj.

## Stanovništvo
Prema popisu stanovništva iz 2002. godine naselje je imalo 114 stanovnika.